# Rudolf Ramseyer
Rudolf Ramseyer   (Berna, 17 de setembre de 1897 - Berna, 13 de setembre de 1943) fou un futbolista suís, que jugava de defensa, que va competir entre les dècades de 1910 i 1930.
El 1924 va prendre part en els Jocs Olímpics de París, on guanyà la medalla de plata en la competició de futbol. Quatre anys més tard, als Jocs d'Amsterdam, fou novè en la competició de futbol. Pel que fa a clubs, defensà els colors del Young Boys (1919-1925) i FC Bern (1925-1933). El 1920 guanyà la lliga amb el Young Boys. Amb la selecció nacional jugà 59 partits, en què marcà 3 gols.